# Tournoi pré-olympique de football de 1995-1996
Navigation
Barcelone 1992 Sydney 2000
Le tournoi pré-olympique de football de 1995-1996 a eu pour but de désigner les 15 nations qualifiées pour participer au tournoi final de football, disputé lors des Jeux olympiques d'Atlanta en 1996. Les États-Unis sont qualifiés d'office en tant que pays hôte et complètent ainsi le total des 16 participants à la phase finale.
Sur 119 nations inscrites au départ, 116 pays originaires de six continents ont effectivement pris part aux matches de qualification, qui ont eu lieu du 15 janvier 1995 au 31 mai 1996, et étaient répartis entre les six confédérations comme suit :
- 37 équipes d'Europe (UEFA)
- 10 équipes d'Amérique du Sud (CONMEBOL)
- 15 équipes d'Amérique du Nord et d'Amérique centrale (CONCACAF)
- 25 équipes d'Asie (AFC)
- 05 équipes d'Océanie (OFC)
- 25 équipes d'Afrique (CAF)

En ce qui concerne la zone Europe, c'est le Championnat d'Europe espoirs 1996 qui fait office d'éliminatoires.

## Pays qualifiés
| Tournoi qualificatif                                                       | Dates                              | Lieu      | Places | Qualifiés                              |
| -------------------------------------------------------------------------- | ---------------------------------- | --------- | ------ | -------------------------------------- |
| Pays organisateur                                                          |                                    |           | 1      | États-Unis                             |
| Championnat d'Europe espoirs 1996                                          | du 28 au 31 mai 1996               | Espagne   | 5      | Italie Espagne France Hongrie Portugal |
| Tournoi pré-olympique CONMEBOL                                             | du 18 février au 6 mars 1996       | Argentine | 2      | Brésil Argentine                       |
| Tournoi pré-olympique CONCACAF + Barrage intercontinental (CONCACAF / OFC) | du 17 février 1995 au 19 mai 1996  | Canada    | 1      | Mexique                                |
| Tournoi pré-olympique AFC                                                  | du 20 mai 1995 au 27 mars 1996     | Shah Alam | 3      | Corée du Sud Japon Arabie saoudite     |
| Tournoi pré-olympique OFC + Barrage intercontinental (CONCACAF / OFC)      | du 13 au 31 janvier 1996           | Australie | 1      | Australie                              |
| Tournoi pré-olympique CAF                                                  | du 15 janvier 1995 au 17 mars 1996 | Itinérant | 3      | Nigeria Tunisie Ghana                  |
| Total                                                                      |                                    |           | 16     |                                        |

## Résultats des qualifications par confédération
Dans les phases de qualification en groupe disputées selon le système de championnat, en cas d’égalité de points de plusieurs équipes à l'issue de la dernière journée, les critères suivants sont appliqués dans l'ordre indiqué pour établir leur classement :
- Meilleure différence de buts,
- Plus grand nombre de buts marqués.

Dans le système à élimination directe avec des matches aller et retour, en cas d'égalité parfaite au score cumulé des deux rencontres, les mesures suivantes sont d'application :
- Organisation de prolongations et, au besoin, d'une séance de tirs au but, si les deux équipes sont toujours à égalité au terme des prolongations, ou
- Nécessité d'un match d'appui disputé sur terrain neutre, et
- La règle des buts marqués à l'extérieur est en vigueur.

### Europe (UEFA)
Le Championnat d'Europe de football espoirs 1996 fait office d'éliminatoires européens pour le tournoi olympique de football. Les quatre demi-finalistes et la meilleure équipe défaite en quarts de finale sont qualifiés, toutefois l'Écosse étant inéligilible, c'est le Portugal qui hérite du ticket à sa place.

### Amérique du Sud (CONMEBOL)
Le tournoi pré-olympique sud-américain s'est déroulé du 18 février au 6 mars 1996 dans deux villes d'Argentine : Tandil et Mar del Plata. Les dix nations participantes ont été réparties dans deux poules de cinq équipes. Les deux pays les mieux classés de chacun des deux groupes se sont retrouvés pour le tournoi final au sein d'un groupe unique dont les deux premiers étaient placés pour le tournoi olympique au terme d'une compétition à match unique entre chacun des adversaires. À l'issue de ces éliminatoires, le Brésil et la Argentine se sont qualifiés.

#### Premier tour

##### Groupe 1
Les rencontres ont été disputées à Tandil en Argentine du 18 au 27 février 1996.
| Rang | Équipe       | Pts | J | G | N | P | Bp | Bc | Diff |  | Résultats (▼ dom., ► ext.) |  |     |     |     |     |
| ---- | ------------ | --- | - | - | - | - | -- | -- | ---- |  | -------------------------- |  | --- | --- | --- | --- |
| 1    | Brésil       | 10  | 4 | 3 | 1 | 0 | 11 | 3  | +8   |  | Brésil                     |  | 0-0 | 4-1 | 3-1 | 4-1 |
| 2    | Uruguay      | 10  | 4 | 3 | 1 | 0 | 9  | 4  | +5   |  | Uruguay                    |  |     | 2-0 | 3-2 | 4-2 |
| 3    | Bolivie (en) | 3   | 4 | 1 | 0 | 3 | 6  | 9  | -3   |  | Bolivie (en)               |  |     |     | 4-1 | 1-2 |
| 4    | Paraguay     | 3   | 4 | 1 | 0 | 3 | 8  | 12 | -4   |  | Paraguay                   |  |     |     |     | 4-2 |
| 5    | Pérou        | 3   | 4 | 1 | 0 | 3 | 7  | 13 | -6   |  | Pérou                      |  |     |     |     |     |

##### Groupe 2
Les rencontres ont été disputées à Mar del Plata en Argentine du 18 au 26 février 1996.
| Rang | Équipe         | Pts | J | G | N | P | Bp | Bc | Diff |  | Résultats (▼ dom., ► ext.) |  |     |     |     |     |
| ---- | -------------- | --- | - | - | - | - | -- | -- | ---- |  | -------------------------- |  | --- | --- | --- | --- |
| 1    | Argentine      | 12  | 4 | 4 | 0 | 0 | 15 | 1  | +14  |  | Argentine                  |  | 3-0 | 2-1 | 4-0 | 6-0 |
| 2    | Venezuela (en) | 7   | 4 | 2 | 1 | 1 | 6  | 5  | +1   |  | Venezuela (en)             |  |     | 0-0 | 1-0 | 5-2 |
| 3    | Chili (en)     | 5   | 4 | 1 | 2 | 1 | 8  | 5  | +3   |  | Chili (en)                 |  |     |     | 3-3 | 4-0 |
| 4    | Colombie       | 2   | 4 | 0 | 2 | 2 | 6  | 11 | -5   |  | Colombie                   |  |     |     |     | 3-3 |
| 5    | Équateur (en)  | 1   | 4 | 0 | 1 | 3 | 5  | 18 | -13  |  | Équateur (en)              |  |     |     |     |     |

#### Tournoi final
Les rencontres ont été disputées à Mar del Plata en Argentine du 1er au 6 mars 1996.
| Rang | Équipe         | Pts | J | G | N | P | Bp | Bc | Diff |  | Résultats (▼ dom., ► ext.) |  |     |     |     |
| ---- | -------------- | --- | - | - | - | - | -- | -- | ---- |  | -------------------------- |  | --- | --- | --- |
| 1    | Brésil         | 7   | 3 | 2 | 1 | 0 | 10 | 3  | +7   |  | Brésil                     |  | 2-2 | 3-1 | 5-0 |
| 2    | Argentine      | 7   | 3 | 2 | 1 | 0 | 6  | 2  | +4   |  | Argentine                  |  |     | 2-0 | 2-0 |
| 3    | Uruguay        | 3   | 3 | 1 | 0 | 2 | 4  | 6  | -2   |  | Uruguay                    |  |     |     | 3-1 |
| 4    | Venezuela (en) | 0   | 3 | 0 | 0 | 3 | 1  | 10 | -9   |  | Venezuela (en)             |  |     |     |     |

### Amérique du Nord, Amérique centrale et Caraïbes (CONCACAF)
Les tours de qualification et le tournoi pré-olympique de la CONCACAF ont eu lieu du 17 février 1995 au 19 mai 1996 et ont permis au Mexique de se qualifier pour le tournoi olympique. La deuxième meilleure équipe, en l'occurrence le Canada, doit affronter la meilleure équipe d'Océanie lors d'un barrage intercontinental pour une dernière place qualificative. Les six derniers participants à la ronde finale continentale octroyant une place qualificative et une place de barragiste ont été déterminés dans les trois zones réunissant les 15 nations inscrites à l'issue de deux rondes : un tour préliminaire et un tour qualificatif. Dans la Zone Amérique Centrale, selon un système à élimination directe disputé en match aller-retour désignant 3 qualifiés et dans la Zone Caraïbes sous forme de championnat à deux groupes de quatre équipes dont les deux vainqueurs respectifs sont placés pour le tour final continental disputé à l'occasion d'une compétition à match unique contre chacun des adversaires entre le 10 et le 19 mai 1996. Le Suriname a en définitive renoncé à participer.

#### Tour préliminaire
| Équipe 1  | Résultat | Équipe 2 | Aller | Retour |
| --------- | -------- | -------- | ----- | ------ |
| Guatemala | 6 - 2    | Belize   | 4 - 0 | 2 - 2  |

#### Premier tour

##### Zone Amérique du Nord (NAFU)
Les États-Unis sont qualifiés d'office pour le tournoi olympique en tant que hôte et le Canada est placé directement pour le tour final. Le Mexique et les Bermudes sont versés dans la Zone Amérique Centrale et doivent disputer un tour qualificatif.

##### Zone Amérique Centrale (UNCAF)
| Équipe 1  | Résultat | Équipe 2      | Aller | Retour |
| --------- | -------- | ------------- | ----- | ------ |
| Guatemala | 1 - 2    | Salvador (en) | 0 - 1 | 1 - 1  |
| Bermudes  | 0 - 7    | Costa Rica    | 0 - 2 | 0 - 5  |
| Panama    | 0 - 9    | Mexique       | 0 - 5 | 0 - 4  |

##### Groupe 1
Le tournoi a été disputé à Kingston en Jamaïque du 4 au 8 juin 1995.
| Rang | Équipe             | Pts | J | G | N | P | Bp | Bc | Diff |  | Résultats (▼ dom., ► ext.) |  |     |     |     |
| ---- | ------------------ | --- | - | - | - | - | -- | -- | ---- |  | -------------------------- |  | --- | --- | --- |
| 1    | Jamaïque           | 9   | 3 | 3 | 0 | 0 | 19 | 1  | +18  |  | Jamaïque                   |  | 6-0 | 7-0 | 6-1 |
| 2    | Sainte-Lucie       | 6   | 3 | 2 | 0 | 1 | 7  | 6  | +1   |  | Sainte-Lucie               |  |     | 4-0 | 3-0 |
| 3    | Îles Caïmans       | 3   | 3 | 1 | 0 | 2 | 2  | 12 | -10  |  | Îles Caïmans               |  |     |     | 2-1 |
| 4    | Antigua-et-Barbuda | 0   | 3 | 0 | 0 | 3 | 2  | 11 | -9   |  | Antigua-et-Barbuda         |  |     |     |     |

##### Groupe 2
Le tournoi a été disputé à Trinité-et-Tobago du 23 au 27 août 1995.
| Rang | Équipe                          | Pts     | J       | G       | N       | P       | Bp      | Bc      | Diff    |  | Résultats (▼ dom., ► ext.)      |  |     |     |
| ---- | ------------------------------- | ------- | ------- | ------- | ------- | ------- | ------- | ------- | ------- |  | ------------------------------- |  | --- | --- |
| 1    | Trinité-et-Tobago               | 6       | 2       | 2       | 0       | 0       | 7       | 1       | +6      |  | Trinité-et-Tobago               |  | 2-1 | 5-0 |
| 2    | Saint-Vincent-et-les-Grenadines | 3       | 2       | 1       | 0       | 1       | 3       | 3       | 0       |  | Saint-Vincent-et-les-Grenadines |  |     | 2-1 |
| 3    | Guyana                          | 0       | 2       | 0       | 0       | 2       | 1       | 7       | -6      |  | Guyana                          |  |     |     |
| -    | Suriname                        | Forfait | Forfait | Forfait | Forfait | Forfait | Forfait | Forfait | Forfait |  |                                 |  |     |     |

#### Tournoi final
Le tournoi final a été disputé à Edmonton au Canada du 10 au 19 mai 1996.
| Rang | Équipe            | Pts | J | G | N | P | Bp | Bc | Diff |  | Résultats (▼ dom., ► ext.) |  |     |     |     |     |     |
| ---- | ----------------- | --- | - | - | - | - | -- | -- | ---- |  | -------------------------- |  | --- | --- | --- | --- | --- |
| 1    | Mexique           | 15  | 5 | 5 | 0 | 0 | 12 | 1  | +11  |  | Mexique                    |  | 1-0 | 4-0 | 2-1 | 2-0 | 3-0 |
| 2    | Canada            | 8   | 5 | 2 | 2 | 1 | 7  | 3  | +4   |  | Canada                     |  |     | 0-0 | 3-0 | 0-0 | 4-2 |
| 3    | Costa Rica        | 7   | 5 | 2 | 1 | 2 | 9  | 9  | 0    |  | Costa Rica                 |  |     |     | 1-2 | 4-2 | 4-1 |
| 4    | Jamaïque          | 6   | 5 | 2 | 0 | 3 | 7  | 11 | -4   |  | Jamaïque                   |  |     |     |     | 3-2 | 1-3 |
| 5    | Trinité-et-Tobago | 4   | 5 | 1 | 1 | 3 | 6  | 10 | -4   |  | Trinité-et-Tobago          |  |     |     |     |     | 2-1 |
| 6    | Salvador (en)     | 3   | 5 | 1 | 0 | 4 | 7  | 14 | -7   |  | Salvador (en)              |  |     |     |     |     |     |

### Asie (AFC)
La phase de qualification asiatique a été jouée entre le 20 mai 1995 et le 27 mars 1996 en trois rondes. Un premier tour réunissant les 25 participants, répartis en huit groupes (sept groupes de trois équipes et un groupe de quatre équipes). Les huit vainqueurs de groupe au terme d'une compétition en matches aller et retour se sont placées pour le tournoi final disputé à Shah Alam en Malaisie par deux groupes de quatre équipes lors d'un tournoi à rencontre unique contre chacun des adversaires. Les deux premiers de chacun de ces deux groupes se sont qualifiés pour les demi-finales dont les deux vainqueurs, ainsi que le gagnant de la rencontre pour la troisième place, sont qualifiés pour les Jeux olympiques d'été de 1996. Au terme de cette phase éliminatoire, la Corée du Sud, le Japon et l'Arabie saoudite ont gagné le droit de disputer le tournoi olympique.

#### Premier tour

##### Groupe A
| Rang | Équipe         | Pts | J | G | N | P | Bp | Bc | Diff |  | Résultats (▼ dom., ► ext.) |     |     |     |
| ---- | -------------- | --- | - | - | - | - | -- | -- | ---- |  | -------------------------- | --- | --- | --- |
| 1    | Chine          | 12  | 4 | 4 | 0 | 0 | 11 | 2  | +9   |  | Chine                      |     | 4-0 | 2-1 |
| 2    | Singapour (en) | 4   | 4 | 1 | 1 | 2 | 3  | 7  | -4   |  | Singapour (en)             | 1-3 |     | 2-0 |
| 3    | Malaisie (en)  | 1   | 4 | 0 | 1 | 3 | 1  | 6  | -5   |  | Malaisie (en)              | 0-2 | 0-0 |     |

##### Groupe B
| Rang | Équipe         | Pts | J | G | N | P | Bp | Bc | Diff |  | Résultats (▼ dom., ► ext.) |     |     |     |
| ---- | -------------- | --- | - | - | - | - | -- | -- | ---- |  | -------------------------- | --- | --- | --- |
| 1    | Japon          | 12  | 4 | 4 | 0 | 0 | 16 | 1  | +15  |  | Japon                      |     | 1-0 | 6-0 |
| 2    | Thaïlande (en) | 6   | 4 | 2 | 0 | 2 | 12 | 6  | +6   |  | Thaïlande (en)             | 0-5 |     | 7-0 |
| 3    | Taïwan (en)    | 0   | 4 | 0 | 0 | 4 | 1  | 22 | -21  |  | Taïwan (en)                | 1-4 | 0-5 |     |

##### Groupe C
| Rang | Équipe         | Pts | J | G | N | P | Bp | Bc | Diff |  | Résultats (▼ dom., ► ext.) |     |     |     |
| ---- | -------------- | --- | - | - | - | - | -- | -- | ---- |  | -------------------------- | --- | --- | --- |
| 1    | Corée du Sud   | 12  | 4 | 4 | 0 | 0 | 15 | 1  | +14  |  | Corée du Sud               |     | 1-0 | 7-0 |
| 2    | Indonésie      | 6   | 4 | 2 | 0 | 2 | 6  | 4  | +2   |  | Indonésie                  | 1-2 |     | 1-0 |
| 3    | Hong Kong (en) | 0   | 4 | 0 | 0 | 4 | 1  | 17 | -16  |  | Hong Kong (en)             | 0-5 | 1-4 |     |

##### Groupe D
| Rang | Équipe        | Pts | J | G | N | P | Bp | Bc | Diff |  | Résultats (▼ dom., ► ext.) |     |     |     |
| ---- | ------------- | --- | - | - | - | - | -- | -- | ---- |  | -------------------------- | --- | --- | --- |
| 1    | Oman (en)     | 12  | 4 | 4 | 0 | 0 | 13 | 3  | +10  |  | Oman (en)                  |     | 3-2 | 6-0 |
| 2    | Inde (en)     | 6   | 4 | 2 | 0 | 2 | 8  | 7  | +1   |  | Inde (en)                  | 1-2 |     | 3-1 |
| 3    | Pakistan (en) | 0   | 4 | 0 | 0 | 4 | 2  | 13 | -11  |  | Pakistan (en)              | 0-2 | 1-2 |     |

##### Groupe E
| Rang | Équipe            | Pts | J | G | N | P | Bp | Bc | Diff |  | Résultats (▼ dom., ► ext.) |     |     |     |     |
| ---- | ----------------- | --- | - | - | - | - | -- | -- | ---- |  | -------------------------- | --- | --- | --- | --- |
| 1    | Kazakhstan        | 16  | 6 | 5 | 1 | 0 | 19 | 5  | +14  |  | Kazakhstan                 |     | 3-1 | 3-1 | 6-0 |
| 2    | Ouzbékistan       | 10  | 6 | 3 | 1 | 2 | 12 | 8  | +4   |  | Ouzbékistan                | 1-2 |     | 2-0 | 2-1 |
| 3    | Tadjikistan (en)  | 4   | 6 | 1 | 1 | 4 | 9  | 14 | -5   |  | Tadjikistan (en)           | 0-3 | 1-1 |     | 3-0 |
| 4    | Kirghizistan (en) | 4   | 6 | 1 | 1 | 4 | 9  | 22 | -13  |  | Kirghizistan (en)          | 2-2 | 1-5 | 5-4 |     |

##### Groupe F
| Rang | Équipe          | Pts | J | G | N | P | Bp | Bc | Diff |  | Résultats (▼ dom., ► ext.) |     |     |     |
| ---- | --------------- | --- | - | - | - | - | -- | -- | ---- |  | -------------------------- | --- | --- | --- |
| 1    | Arabie saoudite | 10  | 4 | 3 | 1 | 0 | 4  | 0  | +4   |  | Arabie saoudite            |     | 0-0 | 2-0 |
| 2    | Koweït (en)     | 5   | 4 | 1 | 2 | 1 | 3  | 3  | 0    |  | Koweït (en)                | 0-1 |     | 2-2 |
| 3    | Syrie (en)      | 1   | 4 | 0 | 1 | 3 | 2  | 6  | -4   |  | Syrie (en)                 | 0-1 | 0-1 |     |

##### Groupe G
| Rang | Équipe              | Pts | J | G | N | P | Bp | Bc | Diff |  | Résultats (▼ dom., ► ext.) |     |     |     |
| ---- | ------------------- | --- | - | - | - | - | -- | -- | ---- |  | -------------------------- | --- | --- | --- |
| 1    | Émirats arabes unis | 8   | 4 | 2 | 2 | 0 | 5  | 3  | +2   |  | Émirats arabes unis        |     | 1-0 | 2-1 |
| 2    | Iran (en)           | 7   | 4 | 2 | 1 | 1 | 9  | 4  | +5   |  | Iran (en)                  | 1-1 |     | 4-0 |
| 3    | Turkménistan (en)   | 1   | 4 | 0 | 1 | 3 | 4  | 11 | -7   |  | Turkménistan (en)          | 1-1 | 2-4 |     |

##### Groupe H
| Rang | Équipe        | Pts | J | G | N | P | Bp | Bc | Diff |  | Résultats (▼ dom., ► ext.) |     |     |     |
| ---- | ------------- | --- | - | - | - | - | -- | -- | ---- |  | -------------------------- | --- | --- | --- |
| 1    | Irak          | 8   | 4 | 2 | 2 | 0 | 8  | 3  | +5   |  | Irak                       |     | 3-2 | 1-1 |
| 2    | Qatar         | 7   | 4 | 2 | 1 | 1 | 8  | 6  | +2   |  | Qatar                      | 0-0 |     | 4-2 |
| 3    | Jordanie (en) | 1   | 4 | 0 | 1 | 3 | 4  | 11 | -7   |  | Jordanie (en)              | 0-4 | 1-2 |     |

#### Tournoi final
Le tournoi final a été disputé à Shah Alam en Malaisie du 16 au 27 mars 1996.

##### Groupe 1
| Rang | Équipe              | Pts | J | G | N | P | Bp | Bc | Diff |  | Résultats (▼ dom., ► ext.) |  |     |     |     |
| ---- | ------------------- | --- | - | - | - | - | -- | -- | ---- |  | -------------------------- |  | --- | --- | --- |
| 1    | Japon               | 7   | 3 | 2 | 1 | 0 | 6  | 2  | +4   |  | Japon                      |  | 1-1 | 4-1 | 1-0 |
| 2    | Irak                | 7   | 3 | 2 | 1 | 0 | 5  | 2  | +3   |  | Irak                       |  |     | 1-0 | 3-1 |
| 3    | Oman (en)           | 3   | 3 | 1 | 0 | 2 | 4  | 6  | -2   |  | Oman (en)                  |  |     |     | 3-1 |
| 4    | Émirats arabes unis | 0   | 3 | 0 | 0 | 3 | 2  | 7  | -5   |  | Émirats arabes unis        |  |     |     |     |

##### Groupe 2
| Rang | Équipe          | Pts | J | G | N | P | Bp | Bc | Diff |  | Résultats (▼ dom., ► ext.) |  |     |     |     |
| ---- | --------------- | --- | - | - | - | - | -- | -- | ---- |  | -------------------------- |  | --- | --- | --- |
| 1    | Corée du Sud    | 7   | 3 | 2 | 1 | 0 | 6  | 2  | +4   |  | Corée du Sud               |  | 1-1 | 3-0 | 2-1 |
| 2    | Arabie saoudite | 5   | 3 | 1 | 2 | 0 | 6  | 2  | +4   |  | Arabie saoudite            |  |     | 1-1 | 4-0 |
| 3    | Chine           | 4   | 3 | 1 | 1 | 1 | 5  | 6  | -1   |  | Chine                      |  |     |     | 4-2 |
| 4    | Kazakhstan      | 0   | 3 | 0 | 0 | 3 | 3  | 10 | -7   |  | Kazakhstan                 |  |     |     |     |

##### Demi-finales
| Équipe 1     | Résultat | Équipe 2        |
| ------------ | -------- | --------------- |
| Japon        | 2 - 1    | Arabie saoudite |
| Corée du Sud | 2 - 1    | Irak            |

##### Match pour la troisième place
| Équipe 1        | Résultat | Équipe 2 |
| --------------- | -------- | -------- |
| Arabie saoudite | 1 - 0 ap | Irak     |

##### Finale
| Équipe 1 | Résultat | Équipe 2     |
| -------- | -------- | ------------ |
| Japon    | 1 - 2    | Corée du Sud |

### Océanie (OFC)
Le tournoi pré-olympique océanien a été disputé entre le 13 et le 31 janvier 1996 selon la formule de championnat en matches aller et retour et dont le vainqueur doit affronter la deuxième meilleure équipe issue du tournoi pré-olympique de la CONCACAF. Au terme de cette phase éliminatoire, l'Australie a gagné le droit de jouer le barrage intercontinental pour une place qualificative.

#### Tournoi final
Le tournoi a été disputé à Adélaïde en Australie du 13 au 31 janvier 1996.
| Rang | Équipe           | Pts | J | G | N | P | Bp | Bc | Diff |  | Résultats (▼ dom., ► ext.) |      |      |      |     |     |
| ---- | ---------------- | --- | - | - | - | - | -- | -- | ---- |  | -------------------------- | ---- | ---- | ---- | --- | --- |
| 1    | Australie        | 18  | 8 | 6 | 0 | 2 | 48 | 4  | +44  |  | Australie                  |      | 0-1  | 10-0 | 7-0 | 9-1 |
| 2    | Nouvelle-Zélande | 18  | 8 | 6 | 0 | 2 | 28 | 9  | +19  |  | Nouvelle-Zélande           | 0-5  |      | 1-2  | 2-0 | 5-1 |
| 3    | Fidji            | 10  | 8 | 3 | 1 | 4 | 12 | 21 | -9   |  | Fidji                      | 0-5  | 1-3  |      | 4-0 | 4-0 |
| 4    | Salomon (en)     | 8   | 8 | 2 | 2 | 4 | 6  | 22 | -16  |  | Salomon (en)               | 2-0  | 0-6  | 1-1  |     | 2-1 |
| 5    | Vanuatu (en)     | 4   | 8 | 1 | 1 | 6 | 5  | 43 | -38  |  | Vanuatu (en)               | 0-12 | 0-10 | 1-0  | 1-1 |     |

### Afrique (CAF)
Le tournoi africain de qualifications pour les Jeux olympiques d’été de 1996 s'est déroulé sur un tour préliminaire et trois rondes éliminatoires entre le 15 janvier 1995 et le 17 mars 1996. Les trois qualifiés au tournoi olympique ont été déterminés, au terme des quatre tours, à l'issue d'un système à élimination directe, réunissant les 27 nations inscrites au départ, disputé en match aller-retour et lors desquels la règle des buts marqués à l'extérieur est d'application. Après le dernier tour, le Nigeria, la Tunisie et le Ghana se sont qualifiés pour le tournoi olympique. Djibouti et la Guinée-Bissau ont en définitive renoncé à participer.

#### Tour préliminaire
| Équipe 1          | Résultat | Équipe 2              | Aller | Retour |
| ----------------- | -------- | --------------------- | ----- | ------ |
| Lesotho           | 1 - 3    | Namibie               | 1 - 0 | 0 - 3  |
| Burundi (en)      | -        | Djibouti forfait      | -     | -      |
| Burkina Faso (en) | -        | Guinée-Bissau forfait | -     | -      |

#### Premier tour

##### Groupe 1
| Équipe 1 | Résultat | Équipe 2 | Aller | Retour |
| -------- | -------- | -------- | ----- | ------ |
| Nigeria  | 3 - 0    | Kenya    | 0 - 0 | 3 - 0  |
| Égypte   | 2 - 0    | Maurice  | 1 - 0 | 1 - 0  |
| Zambie   | 6 - 1    | Botswana | 2 - 0 | 4 - 1  |
| Zimbabwe | 4 - 0    | Malawi   | 4 - 0 | 0 - 0  |

##### Groupe 2
| Équipe 1 | Résultat | Équipe 2          | Aller | Retour |
| -------- | -------- | ----------------- | ----- | ------ |
| Algérie  | 1 - 3    | Guinée            | 1 - 1 | 0 - 2  |
| Mali     | 1 - 3    | Togo              | 1 - 2 | 0 - 1  |
| Maroc    | 0 - 1    | Sénégal           | 0 - 0 | 0 - 1  |
| Tunisie  | 4 - 2    | Burkina Faso (en) | 4 - 1 | 0 - 1  |

##### Groupe 3
| Équipe 1       | Résultat | Équipe 2      | Aller | Retour |
| -------------- | -------- | ------------- | ----- | ------ |
| Afrique du Sud | 2 - 5    | Burundi (en)  | 1 - 1 | 1 - 4  |
| Cameroun       | 1 - 0    | Namibie       | 0 - 0 | 1 - 0  |
| Gabon          | 1 - 5    | Angola (en)   | 1 - 3 | 0 - 2  |
| Ghana          | 0 - 0    | Congo forfait | 0 - 0 | -      |

#### Deuxième tour

##### Groupe 1
| Équipe 1 | Résultat | Équipe 2 | Aller | Retour |
| -------- | -------- | -------- | ----- | ------ |
| Nigeria  | 4 - 3    | Égypte   | 3 - 2 | 1 - 1  |
| Zimbabwe | 3 - 2    | Zambie   | 1 - 1 | 2 - 1  |

##### Groupe 2
| Équipe 1 | Résultat | Équipe 2         | Aller | Retour |
| -------- | -------- | ---------------- | ----- | ------ |
| Sénégal  | 2 - 5    | Guinée           | 2 - 3 | 0 - 2  |
| Tunisie  | 2 - 3    | Togo disqualifié | 1 - 1 | 1 - 2  |

##### Groupe 3
| Équipe 1     | Résultat | Équipe 2    | Aller | Retour |
| ------------ | -------- | ----------- | ----- | ------ |
| Ghana        | 3 - 2    | Angola (en) | 3 - 1 | 0 - 1  |
| Burundi (en) | 1 - 2    | Cameroun    | 1 - 0 | 0 - 2  |

#### Troisième tour
| Équipe 1 | Résultat | Équipe 2 | Aller | Retour |
| -------- | -------- | -------- | ----- | ------ |
| Zimbabwe | 0 - 2    | Nigeria  | 0 - 1 | 0 - 1  |
| Tunisie  | 5 - 4    | Guinée   | 5 - 2 | 0 - 2  |
| Ghana    | 3 - 0    | Cameroun | 3 - 0 | 0 - 0  |

### Barrage intercontinental (CONCACAF / OFC)
Le vainqueur du tournoi pré-olympique de l'OFC doit affronter la deuxième meilleure équipe issue du tournoi pré-olympique de la CONCACAF lors d'un barrage intercontinental pour une dernière place qualificative. L'Australie l'emporte sur le Canada.
| Équipe 1 | Résultat | Équipe 2  | Aller | Retour |
| -------- | -------- | --------- | ----- | ------ |
| Canada   | 2 - 7    | Australie | 2 - 2 | 0 - 5  |